# دنیل تینگ
دنیل تینگ (انگلیسی: Daniel Ting؛ زادهٔ ۱ دسامبر ۱۹۹۲) بازیکن فوتبال اهل بریتانیا است.
وی همچنین در تیم ملی فوتبال مالزی بازی کرده است.